# Otto Wesendonck (sculpteur)
Pour les articles homonymes, voir Otto Wesendonck et Wesendonck.
Otto Wesendonck (né le 25 janvier 1939 à Dinslaken) est un sculpteur allemand.

## Biographie
Il étudie de 1957 à 1960 à la Folkwang Universität d'Essen puis jusqu'en 1967 à l'université des arts de Berlin dans la classe de Bernhard Heiliger.
Ses sculptures abstraites à grande échelle en bronze ou en acier inoxydable ont des formes organiques fluides. Certaines sont mues par le vent ou l'eau. Elles sont généralement exposées dans l'espace public.

## Distinction
- 199 : Grand Prix de la Fondation de la Caisse d'Épargne du Rheinland pour la culture (de)

## Source de la traduction
- (de) Cet article est partiellement ou en totalité issu de l’article de Wikipédia en allemand intitulé « Otto Wesendonck (Bildhauer) » (voir la liste des auteurs).